# 해안중학교
해안중학교(亥安中學校)는 대한민국 강원특별자치도 양구군 해안면 현리에 있는 공립 중학교이다.

## 학교 연혁
- 1979년 3월 1일 : 대암중학교 해안분교 설립인가
- 1979년 3월 8일 : 신입생 입학식(남 50명, 여 45명 총 95명)
- 1980년 12월 1일 : 해안중학교 설립인가
- 1981년 3월 1일 : 초대 윤병덕 교장 취임
- 1981년 3월 4일 : 해안중학교 개교식
- 2025년 1월 6일 : 제44회 2명 졸업(누계 1,104명)
- 2025년 3월 1일 : 제25대 한치만 교장 부임
- 2025년 3월 4일 : 신입생 입학(1명)

## 참고 자료
- 해안중학교 - 한국교육학술정보원 학교알리미